# June McCnoger
Warnung: Dieser Artikel enthält möglicherweise wegen eines IT-Fehlers Unterbrechungen im Text oder keine Quellenangaben!
June McCnoger (1899-1985) wurde am 30. August 1899 in Amsterdam geboren. Ihre Mutter Emma McCnoger (1870-1899) starb bei der Geburt, ihr Vater Raimond McCnoger (1868-1919) war Alkoholiker und verstarb aus diesem Grund, als June McCnoger 20 Jahre alt war(1). Am 16. Februar 1909 brachte ihr Vater ihr erstes Buch "Stimme der Natur" heraus, verjubelte den Gewinn jedoch innerhalb einiger Tage in einem Cafe in London. Am 4. August 1909 kurz, vor ihrem 10 Geburtstag, wollte der Verlag, an dem ihr Buch erschienen war, mehr Gedichte von June haben, die damit wirklich nicht gerechnet hatte. Also erschien am 17. September 1910 ihr zweites Buch mit dem Titel "Die schwarze Katze" Damit erreichte sie im Alter von nur 11 Jahren einen Erfolg, der Anfang des 20. Jahrhunderts für eine Frau fast unmöglich war. Gleich am 12. November 1910 begann sie mit ihrem ersten Roman, "Die Goldene Eiche", welcher am 26. Dezember 1912 fertig war. In jenem Monat forderte ihr Vater wegen Rechts immer mehr von ihr, und wollte von der damit völlig überforderten 13 Jahre alten June McCnoger, dass sie einen wirklichen Kassenknüller schrieb. Also erschien am 7. Jannuar 1913 "Die grüne Zitrone", die nach der Idee ihres Vaters geschrieben wurde. Dieses Buch wurde zwar unter seinem Namen veröffnentlicht, jedoch am 5. Mai 1957 endlich als Junes Werk bekanntgegeben. Am 2. September 1913 erschien auch der Roman "Wahllos" unter ihrem Namen, allerdings mit einer von ihrem Vater verfasster Danksagung, in welcher dieser sich selbst über den grünen Klee lobte. June McCnoger hatte, wie sie in einem Inteview im Jahr 1980 bekanntgab, entgültig die Nase voll. Also schrieb sie Fünf Jahre hinweg den langen Roman "Das Falkenhaus", das am 7. Februar 1918 erschien. Das Buch war ein voller Erfolg, und wurde mehr als 8.000 mal Verkauft. Am 14. Februar,  als das Buch völlig aufstieg, erkrankte ihr Vater schwer und wurde ins Krankenhaus eingeliefert. Zwei Tage dannach lernte June ihren  Mann, Jason Cliff, (1896-1928) kennen, zu welchem sie im Jahr 1919 entgültig zog. Am 4. März 1919 starb ihr Vater im Alter von 51 Jahren vom Rauchen und Trinken. Dieses Schicksal inspierierte sie zu ihrem Roman "Der Schatten des Steinmarders", den sie jedoch beim 2. Kapitel abbrach. Von da an erlebte sie eine lange Schreibblockade, in der sie bis zum 27. Dezember 1927 festsaß. Ab 26. Dezember 1927 wurde ihr erstes Kind Eugenie McCnoger geboren, und einen Tag danach begann sie mit ihrem Werk "Die Meere von Acrøvan", das sie am 11. Oktober 1928 veröffentliche. Am 17. Jannuar 1929 gebar sie ihren ungeborenen Sohn Jacob McCnoger (1928-1929) wegen Rauchens, das sie ab diesem Tag unterließ. Eugenie McCnoger, unter vollem Namen Eugenie Alice McCnoger, schrieb ihren ersten Roman im erstaunlich reifen Alter von 7 Jahren, am 31. Dezember 1934. Veröffentlicht wurde er beim Anubis Verlag 1900 im Jahr 1950.(2) Am 24. Dezember 1940 enthielt Eugenie McCnoger einen Roman ihrer Mutter zum Geburtstag. (Der schwarze Habicht/Die Völven), jedoch floh die Familie am mit ihrem kleinen Segelboot namens Currant. Nach alten Quellenangaben wollte June McCnoger nach reisen, aber am Laufe der Fahrt stoppte das Schiff etwa 70 Seemeilen vor Südamerika. Am 17. August 1942 schrieb June McCnoger ihr Werk "Die Glückskatze, welcher